# Heterostegane sennarensis
Heterostegane sennarensis är en fjärilsart som beskrevs av Hans Rebel 1917. Heterostegane sennarensis ingår i släktet Heterostegane och familjen mätare. Inga underarter finns listade i Catalogue of Life.